# Goniada antipoda
Goniada antipoda är en ringmaskart som beskrevs av Augener 1927. Goniada antipoda ingår i släktet Goniada och familjen Goniadidae. Inga underarter finns listade i Catalogue of Life.